# Esquina (departamento)
Esquina é um departamento da província de Corrientes.Possuía, em 2019, 32.925 habitantes.